# 대청중학교 (경남)
대청중학교(大淸中學校)는 대한민국 경상남도 김해시 대청동에 있는 공립 중학교이다.

## 학교 연혁
- 2010년 12월 30일 : 학교 설립인가 조례 공포(조례 제3556호)
- 2011년 3월 1일 : 대청중학교 개교
- 2011년 3월 4일 : 제1회 입학식(10학급 340명)
- 2014년 2월 14일 : 제1회 졸업식(10학급 335명)
- 2023년 1월 4일 : 제10회 졸업식(12학급 360명, 총 졸업생 수 3,596명)
- 2023년 3월 1일 : 제6대 이연삼 교장 취임
- 2023년 3월 2일 : 제13회 입학식(11학급 330명)

## 참고 자료
- 대청중학교 - 한국교육학술정보원 학교알리미